# Нејплс (Тексас)
Нејплс (енгл. Naples) град је у америчкој савезној држави Тексас. По попису становништва из 2010. у њему је живело 1.378 становника.

## Демографија
Према попису становништва из 2010. у граду је живело 1.378 становника, што је 32 (2,3%) становника мање него 2000. године.
| Група             | 2000.       | 2010.       |
| Белци             | 904 (64,1%) | 883 (64,1%) |
| Афроамериканци    | 477 (33,8%) | 396 (28,7%) |
| Азијати           | 0 (0,0%)    | 0 (0,0%)    |
| Хиспаноамериканци | 8 (0,6%)    | 64 (4,6%)   |
| Укупно            | 1.410       | 1.378       |